# جوزيف ماير
يوزيف ماير (بالألمانية: Joseph Meyer) (و. 1796 – 1856 م) هو ناشر (حرفة)، ومؤلف، وكاتب ألماني، ولد في غوتا، توفي في هيلدبورغهاوزن، عن عمر يناهز 60 عاماً.